# Faveraye-Mâchelles
Faveraye-Mâchelles è un comune francese di 666 abitanti situato nel dipartimento del Maine e Loira nella regione dei Paesi della Loira.

## Società

### Evoluzione demografica
Abitanti censiti